# 主機託管

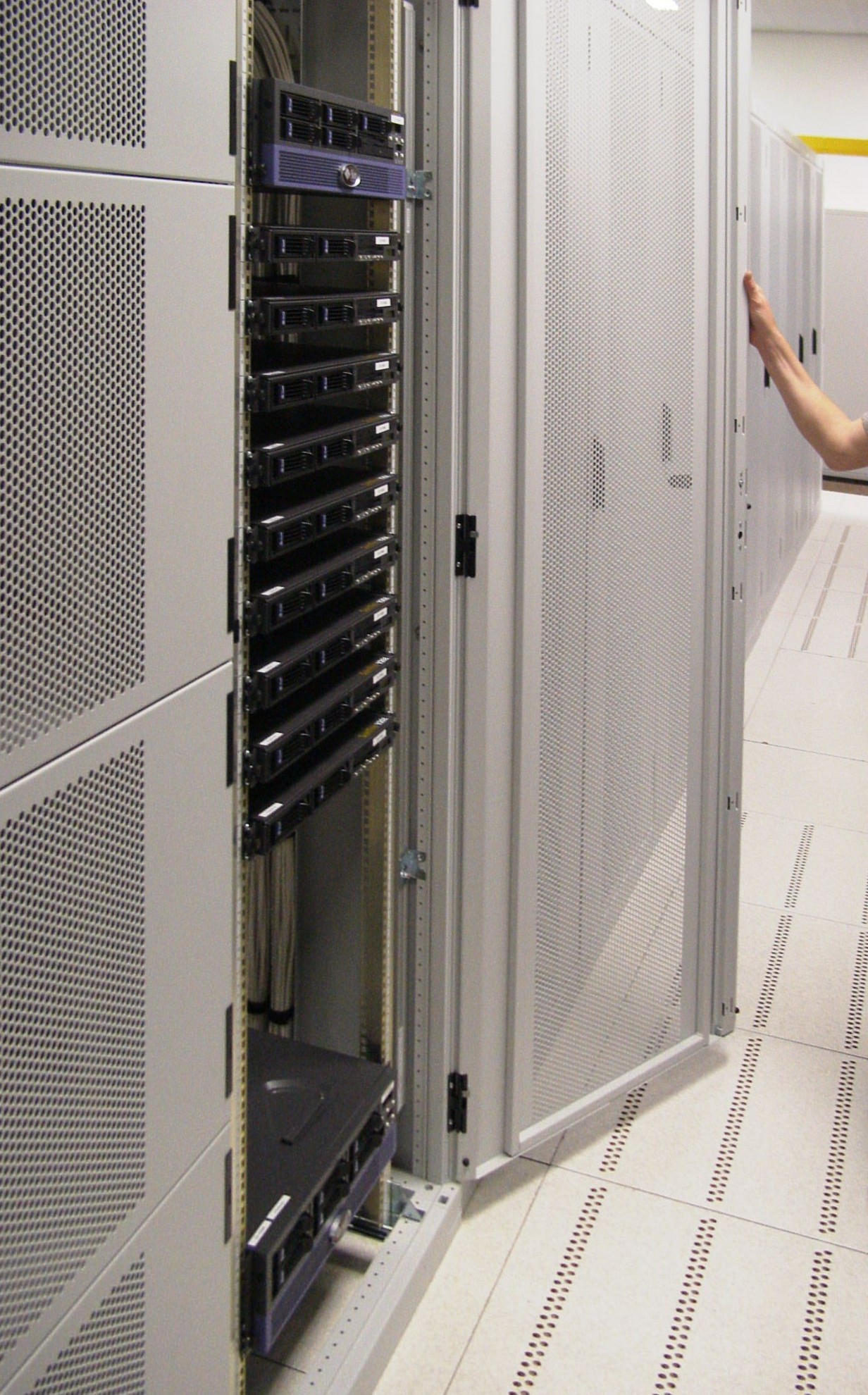
位於荷蘭阿姆斯特丹，ISP代管的維基百科伺服器叢集

主機託管（colocation）又稱為主機代管、主機寄存，是一個類型的數據中心，其中的設備，空間和頻寬都可以出租給零售客戶。它指的是將互聯網伺服器放到互聯網服務供應商（ISP）所設立的機房（這樣的機房又稱為數據中心），每月支付必要費用，由ISP代為管理。主機的管理者可從遠端連線入伺服器做管理。
主機代管可讓伺服器的管理者省去興建機房、申請網路線路、機房管理、空調冷卻、機房保全等費用及麻煩。

## 外部連結
- 中的“Colocation”
- A Los Angeles 'Hotel' for Internet Carriers （页面存档备份，存于） 19 February 2007 NPR story